# 쾌찬차
《쾌찬차》(중국어: 快餐車, 영어: Wheels On Meals)는 1984년에 개봉한 액션 코미디 영화이다. 홍콩 영화이지만 스페인에 가서 올 로케이션 촬영을 한 영화이며 성룡, 홍금보, 원표 셋이서 1980년대 내내 같이 다니면서 셋 중 한 명이 돌아가며 감독을 맡아서 영화를 촬영한 시절에 나온 작품이다.

## 줄거리
바르셀로나에서 푸드 트럭을 운영하며 무술을 연마하는 중국인 사촌 아룡과 아표는 어쩌다 보니 사설 탐정 조수 무명과 친구가 된다. 무명은 빚쟁이에게 쫓기던 탐정에게서 일을 물려받아 부유한 집에서 일했던 하녀의 아이를 찾는 첫 임무를 맡게 된다. 그러던 중 아룡과 아표는 정신병원에 있는 아표의 아버지 첸을 만나러 갔다가 아버지의 여자친구의 딸인 실비아와 마주치고, 아룡은 아표에게 실비아에게 데이트를 신청하라고 부추긴다.
어느 날 밤, 푸드 트럭에서 일하던 중 우연히 실비아가 손님들의 돈을 훔치는 소매치기라는 것을 알게 된 사촌들은 그녀를 보호한다. 그들은 실비아에게 호감을 느껴 함께 지내지만, 그녀에게 돈을 모두 뺏기고 만다. 다음날, 정체불명의 남자들이 실비아를 납치하려 하지만, 무명의 실수로 실패한다. 무명의 고용주는 실비아가 글로리아의 딸이라는 사실을 알고 그녀를 구출하라고 지시한다.
아룡과 아표는 다시 실비아를 만나 그녀를 구출하고, 그녀의 어려운 삶을 듣고는 푸드 트럭에서 웨이트리스로 고용한다. 셋은 바르셀로나에서 즐거운 시간을 보내지만 여전히 실비아를 유혹하려는 시도는 번번이 실패한다. 어느 날, 정체불명의 남자들이 다시 나타나 실비아를 납치하려 하고 무명도 우연히 그녀를 발견하면서 추격전이 벌어진다. 세 사람은 기지를 발휘하여 추격자들을 따돌리지만, 그들의 일행 중 두 명이 뛰어난 무술 실력을 가진 것을 알게 된다.
실비아는 무명의 고용주와 재회하고 그에게서 자신의 출생의 비밀을 듣게 된다. 실비아는 과거 어머니 글로리아를 강간한 로바스 백작의 사생아였고, 백작은 임종 직전 자신의 죄를 고백하며 아내에게 글로리아와 실비아를 찾으라고 부탁했다. 실비아는 3일 안에 어머니를 찾아 변호사에게 알려 유산을 상속받아야 한다. 아룡과 아표는 실비아가 귀족이라는 사실을 알고 그녀를 더 이상 돕기를 꺼리지만, 무명의 설득에 결국 함께하기로 한다. 세 사람은 정신병원에 잠입해 글로리아와 첸을 구출하려 하지만, 악당 몬데일의 부하들에게 제압당하고 두 여인은 납치된다.
아룡, 아표, 무명은 악당의 성으로 침입하여 여인들을 구출하려 한다. 모험 끝에 사촌들은 몬데일에게 잡히지만 무명의 도움으로 탈출한다. 격렬한 싸움 끝에 아룡은 강적을 물리치고, 아표도 가까스로 적을 제압한다. 세 사람은 함께 몬데일을 무찌른다.
영화 마지막 장면에서 실비아는 가족과 재회하고, 아룡과 아표에게 여름 동안 푸드 트럭에서 일하고 싶다고 부탁한다. 무명은 세 사람에게 아프리카 대통령을 구출하는 새로운 임무를 도와달라고 요청하지만, 그들은 농담으로 거절한다.

## 출연

### 주연
- 성룡 - 아룡
- 홍금보 - 무명
- 원표 - 아표
- 로라 포너 - 실비아
- 케이스 비탈리 - 몬데일의 부하
- 베니 어키데즈 - 몬데일의 부하
- 허브 에델만 - 무명의 상사

### 조연
- 오요한 - 환자
- 장충 - 아표의 아버지
- 가수량 - 폭주족

## 기타
- 수입: 조이앤클래식
- 배급: 조이앤클래식

## 한국어 더빙 성우진(KBS)
- 김일 - 아룡(성룡)
- 김승준 - 아표(원표)
- 김소형 - 무명(홍금보)
- 문선희 - 실비아(로라 포너)
- 김계원 - 모비의 상사(허브 에델맨)
- 신세인 - 아표의 아버지(장충)
- 탁원제 - 환자(오요한) / 이웃집 남자(호세프 루이스 포놀)
- 박신영 - 글로리아(수사나 센티스) / 이웃집 여자(암파로 모레노)
- 유제상 - 로바스 백작의 집사(미겔 팔렌주엘라) / 의사 선생님(미구엘 아빌레스)
- 한호웅 - 몬데일의 부하(베니 어키데즈) / 폭주족(가수량)
- 김관진 - 폭주족(화성)
- 장호비 - 몬데일(호세 산초)